# Aloys Cornelius
Johann Christian Aloys Cornelius, auch Alois Cornelius (* 11. Mai 1748 in Düsseldorf; † 21. Juni 1800 ebenda), war ein deutscher Historienmaler und Zeichner sowie Lehrer an der Kunstakademie Düsseldorf und Inspektor der Sammlung der Akademie.

## Leben

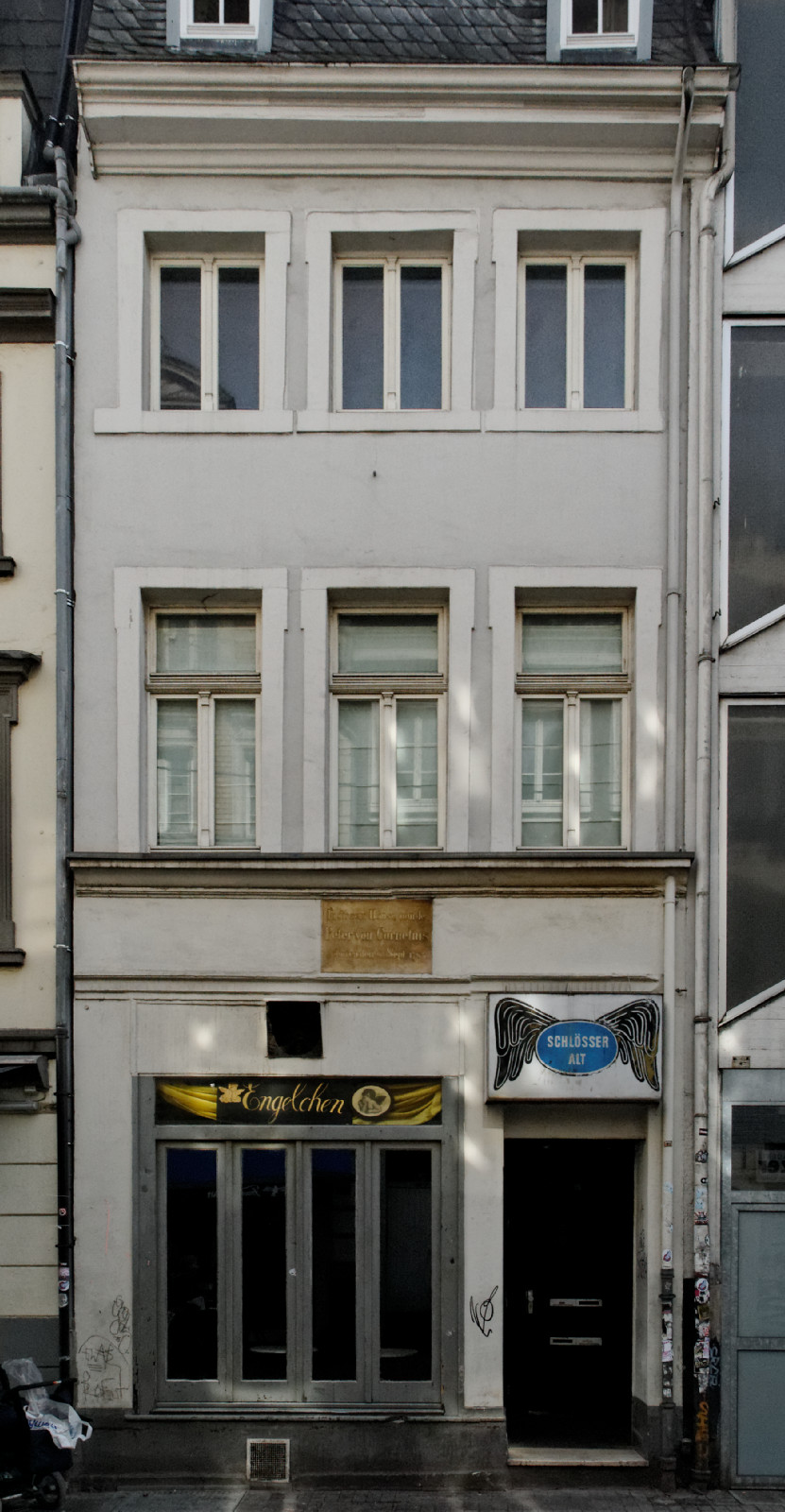
Haus Kurze Straße 15 in Düsseldorf-Altstadt, Wohnhaus von Aloys Cornelius, Geburtshaus seiner Söhne Lambert und Peter (von) Cornelius

Cornelius, Sohn des Düsseldorfer Wein- und Samenhändlers sowie Weinwirts Peter Christian Cornelius (1721–1781) und dessen Ehefrau Anna Gertrud, geborene Bonrath (1725–1778), sowie Bruder des Kupferstechers, Schauspielers und Schriftstellers Ignaz Cornelius (1764–~1806), sollte ursprünglich Geistlicher werden. Er studierte jedoch Malerei bei Lambert Krahe, der 1762 in Düsseldorf eine private Zeichenschule errichtet hatte, die 1773 zur „Kurfürstlich-Pfälzischen Academie der Maler, Bildhauer- und Baukunst“ bzw. zur „Kurfürstlichen Akademie der schönen Künste zu Düsseldorf“ avancierte. An dieser im Hondheimschen Palais untergebrachten Akademie, der Vorgängerin der heutigen Kunstakademie Düsseldorf, wurde er Inspektor der akademischen Sammlung und Lehrer der Elementarklasse. Am 4. Mai 1775 heiratete er Anna Helene Cosse (1760–1809). Zwei Söhne des Paares, Lambert und Peter, wurden ebenfalls Maler. Unter Anleitung ihres Vaters wurden die Söhne insbesondere an Zeichnungen der akademischen Sammlung geschult. Lambert folgte seinem Vater im Amt des Akademie-Inspektors nach.
Als Maler war Cornelius der klassizistischen Richtung von Anton Raphael Mengs verpflichtet. Zu seinen bekannteren Werken zählt die Stigmatisation des heiligen Franz in der Franziskaner-Kirche St. Nikolaus in Aachen. Während des Ersten Koalitionskriegs übernahm Cornelius ab dem 1. Oktober 1793 die Aufgabe, Kunstschätze des Schlosses Bensberg einzupacken und in Sicherheit zu bringen.